# Diethard Adt
Diethard Adt (* 1939 in Saarbrücken) ist ein deutscher Grafiker und ehemaliger Rektor der Hochschule der Bildenden Künste Saar.

## Leben
Adt studierte von 1962 bis 1966 an der Staatlichen Werkkunstschule Saarbrücken bei Oskar Holweck und Grafik bei Robert Sessler. 1963/64 legte er die kaufmännische und die technische Meisterprüfung der grafischen Industrie ab und wurde Meistertypograf. 1964 gründete er mit anderen eine Werbeagentur und war bis 1968 Art Director der Agentur. Anschließend wechselte er in ein Druckhaus und war dort bis 1971 technischer Leiter und Creative Director, bevor er ein Design- und Typostudio gründete. 1977 arbeitet er in der eigenen Agentur für Corporate Identity und Werbung.
Im gleichen Jahr wurde Adt Professor für Visuelle Kommunikation an der Fachhochschule des Saarlandes und war von 1989 bis 2004 Professor für Kommunikationsdesign an der HBKsaar, von 2001 bis 2004 auch Rektor der Kunsthochschule.
Adt entwarf unter anderem das Logo der Saarbergwerke.